# Pityrogramma chrysophylla
Pityrogramma chrysophylla är en kantbräkenväxtart som först beskrevs av Olof Peter Swartz, och fick sitt nu gällande namn av Link. Pityrogramma chrysophylla ingår i släktet Pityrogramma och familjen Pteridaceae.

## Underarter
Arten delas in i följande underarter:
- P. c. gabrielae
- P. c. subflexuosa